# Волынец, Пётр Каленикович
Пётр Каленикович Волынец (1924—1943) — партизан Великой Отечественной войны, Герой Советского Союза (1965).

## Биография
Пётр Волынец родился 21 января 1924 года в селе Павловка Калиновского района (ныне — Винницкой области Украины) в семье железнодорожника. Окончил семь классов школы и курсы по подготовке учителей для начальной школы, после чего работал учителем в селе Заливанщина. В начале Великой Отечественной войны Волынец добровольно ушёл на фронт, был помощником политрука противотанковой батареи. В одном из боёв с немецкими войсками был ранен и попал в плен. Через некоторое время ему удалось бежать из лагеря военнопленных, но в ноябре 1941 года он был вновь схвачен и водворён в лагерь. В июне 1942 года он второй раз бежал из концлагеря и вернулся в родное село, где совместно с односельчанами-комсомольцами создал подпольную молодёжную организацию имени Ленина. Организацию возглавил Волынец, активными его помощниками стали мать, отец и три брата, в доме Волынцов разместился штаб организации.
Организация начала активную деятельность в декабре 1942 года. На станции Калиновка-2 её членами был уничтожен склад горючего. В начале января 1943 года Волынец с отцом собрал радиоприёмник, благодаря которому удалось слушать и записывать, а затем распространять среди местного населения сообщения Совинформбюро. 10 февраля 1943 года организация Волынца вышла в Чёрный лес, где организовала партизанский отряд имени Ленина. Волынец стал в отряде комиссаром. Впоследствии отряд превратился в крупное партизанское соединение. Волынец занимался активной работой по созданию подпольных комсомольских организаций в сёлах Винницкой области, которые со временем объединились в районную комсомольскую подпольную организацию. Одним из членов её совета стал Волынец. Он принимал активное участие во всех диверсионных операциях, проведённых партизанами его отряда. Он лично уничтожил 30 солдат и офицеров противника, пустил под откос немецкий эшелон. В одном из боёв Волынец получил тяжёлое ранение и был принесён в Павловку, в дом сельского учителя И. П. Томчука. Узнав о нём, немецкие солдаты 2 апреля 1943 года вместе с местной полицией окружили дом и подожгли его. Волынец отстреливался до последнего патрона, погибнув в горящем доме.
Указом Президиума Верховного Совета СССР от 8 мая 1965 года за «выдающиеся заслуги, мужество и героизм, проявленные в борьбе против немецко-фашистских захватчиков в период Великой Отечественной войны», Пётр Волынец посмертно был удостоен высокого звания Героя Советского Союза. Также был награждён орденом Ленина.